# Saab AB
САБ (швед. Saab AB) од скраћенице (швед. Svenska Aeroplan AB (aktiebolaget)) у слободном преводу „Шведски авиони д. о. о.", је шведска ваздухопловна и војно-одбрамбена компанија високе технологије са седиштем у граду Линћепинг. Углавном је оријентисана на безбедност и одбрану, ваздухопловство, напредну свемирску технологију и цивилну безбедност. САБ послује на глобалном тржишту нудећи светски водеће производе, услуге и решења из три стратешке области: Одбрамбена и безбедносна решења, системи и опрема, и посебно аеро-наутика. Под опремом се подразумевају симулатори засновани на ласерској технологији за директно навођена оружја. Компанија је основана 1937. године у граду Тролхетан. 1939. удружује се са фирмом АСЈА када мења седиште и сели се у Линћепинг. Има огранке и запошљава људе на свим континентима, налази се у сталном развоју, усваја и побољшава нову технологију како би задовољио промене потреба купаца. Раније, Саб се бавио конструкцијом цивилних авиона и аутомобила (САБ аутомобили), током измене власништва 1990-их, име компаније је промењено у Саб АБ. Производња Саба укључује, Саб Аероспејс, који је 2003. године подељен на:
- Саб Аеросистеми,
- Саб Аероструктуре,
- Саб подршка.

Тренутно има 13.300 запослених, са годишњим производом у износу од 23 милијарди евра, док се на истраживање и развој одваја око 17 процената годишње зараде. САБ и даље глобално шири своје пословање, па данас компанија има јака представништва у неколико земаља Европе, у Јужној Африци, Аустралији и Америци.

## Организација

### Одбрамбена и безбедносна решења
- САБ Аеротехника, Решења за целокупну подршку, техничку подршку за системе земаљску опрему и сервисирање САБ авиона.
- САБ комуникација, интегрисана комуникациона решења за цивилну одбрану и безбедност.
- САБ Гринтек (70,3%), Телекомуникациона инфраструктура (радио, микроталасна, мултимедијална ИП УиМАКС, итд), тактичке комуникације.
- САБ системи, Системи за подршку при одлучивању.
- САБ надзорни системи, Интегрисани системи за рано упозорење у ваздуху.
- Комбитех, Консултантске услуге.

### Системи и опрема
Системи и опрема се односе на: САБ АТ4 преносива противтенковскиа оружја, САБ БиХ 17А, системи код ЈАС 39 Грипена.
- Саб Авитороника, Авионика и системи за електронски рат.
- Саб Баракуда, Камуфлажа система.
- Саб Бофорс динамика, Ракете: РБС-70, РБС-23 БАМСЕ, РБС-15 и оружја кратког домета: Карл-Густав, АТ4/АТ4 ЦС, Стрикс и МБТ ЗАКОН.

Саб Бофорс динамика се налази у граду Карлскога, Шведска, као део Саб АБ, специјализована је за војни материјал као што су ракетни и антитенковски системи. У прошлости је била одвојена компанија Бофорс, која је основана 1873. Године 1999 је постала део Саба тако што је купљена Целзијус група која је тада била власник Бофорса. У септембру 2000. енгл. United Defense Industries Сједињена одбрана индустрије откупила је Бофорс системе оружја од Саба, док је Саб задржао системе које се баве пројектилима. Откупљени системи оружја укључују сензоре на бази радара, ИЦ и ласерске системе.
- Саб Микроталасни системи (раније Ериксон-Микроталасни системи), Радарски системи: Ејрие, Артур и ЏИРАФ (енгл. GIRAFFE).
- Саб Обука рада са системима и војним симулаторима.
- Саб Подводни системи, системи за детекцију мина мору, торпеда и РОВс.

### Вздухопловство
- Саб Аероструктуре, структуре авиона JAS 39 Грипен, делови за Ербас, Боинг и НХ90.
- Саб Аеросистеми, систем развоја ЈАС 39 Грипен и партнер у израдњи Дасаулт неурона.
- САБ Лизинг авиона, баве се лизингом САБ 340 и САБ 2000 регионалних авиона.
- Грипен група за међународни Маркетинг ЈАС 39 Грипена.

## Историјат
Компанија је основана 1937. године под именом Шведски Аероплани АБ са седиштем у Тролхетану. Компанија је осмишљена тако да обезбеди шведску производњу ловачких авиона. Међу оснивачима је био Маркус Уленберг, Аксел Унер-Грен и Свен Вингквист. Године 1939. ову нову компанију је купио ривал АСЈА и седиште преселио у Линћепинг. Након Другог светског рата, шведска влада је проследила наређења ваздухопловству да изгради јак одбрамбени систем, што је уследило развојем и наоружавањем током Хладног рата. САБ је произвео неколико класичних борбених авиона као што су САБ 29 Тунан (премијера лета 1948), САБ 32 Лансен и САБ 35 Дракен (премијера лета 1955). Одликовања добијају постављањем два светска рекорда 1954 и 1955. године. Ови авиони су се продавали али у мањој мери у иностранству, укључујући Аустрију и Финску. Инвестиција у цивилном ваздухопловству са моделима, САБ 340 и САБ 2000 следи у 1980. години.
Године 1965, компанија мења име у САБ АБ и спаја се са Вабис Сканијом АБ на Саб-Сканија (швед. Saab-Scania) . Спајање је покренута од стране Уленберг сфере, која је имала власничла права (Акције) у обе компаније. 1968 САБ је купио Малме ваздухопловну индустрију (МФИ). Након 20 година заједночког пословања разишли су се Саб и Сканија, а исто тако је раздвојен сектор производње аутомобила и авиона. Део компаније који се бавио производњом аутомобила је продат Џенерал моторсу, који је касније преузео већину акција и трансформисао у ново предузеће АБ САБ аутомобили. Сканија је поново самостално предузеће. Оно што је остало од САБ АБ групе је реформирано 1998. Компанија је 1995. започела сарадњу са тада Британским Ваздухопловством (енгл. British Aerospace), данас БАЕ Системс који је настао кроз стварање САБ Грипен-БАе АБ. Циљ је био да се Грипен укључи на међународно тржиште. 2001. године компанија је проширила сарадњу формирајући (енгл. Gripen International). Такође под уговором о сарадњи учествовала је у производњи делова за Ербас и Боинг, између осталих производа израђивала је компоненте крила за ове фирме.

## Авиони
САБ је углавном ангажован у производњи борбених авиона, познат је његов последњи модел, JAS 39 Грипен. Производња авиона датира још од самог почетка 1930-их година. А претходници Грипена су модели Лансен, Дракен и Виген. Године 1995, САБ војно ваздухопловство и Британско ваздухопловство (сада БАЕ системи) формирају заједничку компанију, САБ-БАе Грипен-АБ са циљем прилагођавања, производње, продаје и подршка Грипену на међународном нивоу. 2001. године је проширена сарадња и формиран је Грипен Интернационал.

### Војни авиони
- САБ 17 - Saab 17
- САБ 18 - Saab 18
- САБ 21 - Saab 21
- САБ 21Р - Saab 21R
- САБ 29 Тунан - Saab 29 Tunnan
- САБ 32 Лансен - Saab 32 Lansen
- САБ 35 Дракен - Saab 35 Draken
- САБ 37 Виген - Saab 37 Viggen
- САБ ЈАС 39 Грипен - Saab 39 Gripen
- САБ 105 - Saab 105 Florette (Sk 60)

### Цивилни авиони
Последњи цивилни ваздухоплови САБ компаније су САБ 340 и САБ 2000, два путничка авиона средњег домета лета, са елисно-млазним мотором.
- САБ 90А - Saab 90A Scandia
- САБ 91 - Saab 91 Safir
- САБ Сафари - Saab Safari
- САБ 340 - Saab 340
- САБ 2000 - Saab 2000

### Експериментални модели
- Saab 201 Experimental Aircraft
- Skeldar

## Саб аутомобили
Саб аутомобили АБ познатији као само САБ (швед. Saab) је произвођач аутомобила који је тренутно у потпуности у власништву филијала Џенерал Моторса. Ови аутомобили се израђују са врхунским квалитетом као ексклузивни носилац гаранције Краља Шведске Карл XVI Густафа. Од свог оснивања, Саб је познат по брзини, затим по томе што је развила и усвојила више унапређења својих турбопуњења, по безбедности и еколошкој (зеленој) технологији. 20. фебруара 2009, Окружни суд у Венерсборгу примио захтев за реорганизацију од стране Саба. Услед тешке финансијске ситуације Џенерал моторса, планира да се ослободи од власништва компаније до краја 2009. Дана 11. јуна 2009, уговор о намерама је потписан од стране Кенигсега и групе норвешких инвеститора како би се откупио Саб.

## Галерија
- Saab B 17А
- Saab B 18B
- Saab 105 (SK 60A)
- Saab 32 Lansen (J 32B)
- Saab 91C (Sk 50C)
- Saab 29 Tunnan (J 29F)
- Saab 37 Viggen (SF 37)
- Saab 2000